# Transports en commun de Dreux
Linéad est le nom commercial du réseau de transport en commun de Dreux et son agglomération. Il est composé de dix lignes, à raison de cinq lignes urbaines et cinq lignes périurbaines régulières, ainsi qu'une ligne en transport à la demande.
L'exploitation du réseau est confiée à Keolis Drouais (faisant partie du groupe Keolis) jusqu'en 2014. Fin 2015, la communauté d'agglomération du Pays de Dreux choisit de renouveler son contrat avec la société Keolis au travers d'un contrat de délégation de service public d'une durée de 6 ans, en lui confiant l'exploitation de son réseau de transport urbain.

## Histoire

### Naissance du réseau
À sa création, le réseau Linéad est exploité par le groupe Giraux. À la suite d'un appel d'offres, Kéolis Drouais exploite le réseau depuis le 1er janvier 2008.

### Le réseau de 2017 à 2020
À la suite de la délégation de service public signée entre la société Keolis et l'agglomération du pays de Dreux pour la période 2015-2017, le réseau Linéad change en partie. Les bus sont changés, et de nouveaux horaires et de nouvelles lignes sont introduits.
Cinq lignes régulières sont créées : les lignes 1, 2, 3, 4 et 5 desservent Dreux, Vernouillet, Luray, Sainte-Gemme-Moronval et Cherisy, elles circulent du lundi au samedi, toute l’année. En plus, un service de soirée, Flexo, dessert les arrivées de trains en provenance de Paris à 20 h 45, 21 h 15 à 21 h 45. Est également créée la ligne C (Citadine), ne circulant que dans le centre-ville jusqu'à la gare routière, les vendredis et samedis de 9 h à 19 h.

## Lignes du réseau

### Présentation
Le réseau de transport urbain Linéad est un service de transport en commun sur la commune de Dreux.

### Lignes urbaines
| Ligne | Caractéristiques                                                                       | Caractéristiques                                                                       | Caractéristiques                                                                       | Caractéristiques                                                                       | Caractéristiques                                                                       | Caractéristiques                                                                       | Caractéristiques                                                                       | Caractéristiques                                                                       | Caractéristiques                                                                       |
| C     | Dreux - Gares ⥋ Dreux - Gares                                                          | Dreux - Gares ⥋ Dreux - Gares                                                          | Dreux - Gares ⥋ Dreux - Gares                                                          | Dreux - Gares ⥋ Dreux - Gares                                                          | Dreux - Gares ⥋ Dreux - Gares                                                          | Dreux - Gares ⥋ Dreux - Gares                                                          | Dreux - Gares ⥋ Dreux - Gares                                                          | Dreux - Gares ⥋ Dreux - Gares                                                          | Dreux - Gares ⥋ Dreux - Gares                                                          |
| ----- | -------------------------------------------------------------------------------------- | -------------------------------------------------------------------------------------- | -------------------------------------------------------------------------------------- | -------------------------------------------------------------------------------------- | -------------------------------------------------------------------------------------- | -------------------------------------------------------------------------------------- | -------------------------------------------------------------------------------------- | -------------------------------------------------------------------------------------- | -------------------------------------------------------------------------------------- |
| C     | Ouverture / Fermeture 5 juillet 2021 / —                                               | Longueur 4,3 km                                                                        | Durée 17 min                                                                           | Nb. d’arrêts 9                                                                         | Matériel Minibus                                                                       | Jours de fonctionnement V, S                                                           | Jour / Soir / Nuit / Fêtes O / O / N / N                                               | Voy. / an —                                                                            | Exploitant Keolis Drouais                                                              |
| C     | Desserte : —                                                                           |                                                                                        |                                                                                        |                                                                                        |                                                                                        |                                                                                        |                                                                                        |                                                                                        |                                                                                        |
| C     | Autre : Le trajet sur cette ligne est gratuit et s’arrête sur demande.                 |                                                                                        |                                                                                        |                                                                                        |                                                                                        |                                                                                        |                                                                                        |                                                                                        |                                                                                        |
| C     | Dernière actualisation : —                                                             |                                                                                        |                                                                                        |                                                                                        |                                                                                        |                                                                                        |                                                                                        |                                                                                        |                                                                                        |
| 1     | Dreux - Livraindières / Dreux - Coralines ⥋ Dreux - Comteville / Dreux - Trait d'Union | Dreux - Livraindières / Dreux - Coralines ⥋ Dreux - Comteville / Dreux - Trait d'Union | Dreux - Livraindières / Dreux - Coralines ⥋ Dreux - Comteville / Dreux - Trait d'Union | Dreux - Livraindières / Dreux - Coralines ⥋ Dreux - Comteville / Dreux - Trait d'Union | Dreux - Livraindières / Dreux - Coralines ⥋ Dreux - Comteville / Dreux - Trait d'Union | Dreux - Livraindières / Dreux - Coralines ⥋ Dreux - Comteville / Dreux - Trait d'Union | Dreux - Livraindières / Dreux - Coralines ⥋ Dreux - Comteville / Dreux - Trait d'Union | Dreux - Livraindières / Dreux - Coralines ⥋ Dreux - Comteville / Dreux - Trait d'Union | Dreux - Livraindières / Dreux - Coralines ⥋ Dreux - Comteville / Dreux - Trait d'Union |
| 1     | Ouverture / Fermeture 5 juillet 2021 / —                                               | Longueur ? km                                                                          | Durée 50 min                                                                           | Nb. d’arrêts 34/41                                                                     | Matériel Standards Midibus                                                             | Jours de fonctionnement L, Ma, Me, J, V, S                                             | Jour / Soir / Nuit / Fêtes O / O / N / N                                               | Voy. / an —                                                                            | Exploitant Keolis Drouais                                                              |
| 1     | Desserte : —                                                                           |                                                                                        |                                                                                        |                                                                                        |                                                                                        |                                                                                        |                                                                                        |                                                                                        |                                                                                        |
| 1     | Autre :                                                                                |                                                                                        |                                                                                        |                                                                                        |                                                                                        |                                                                                        |                                                                                        |                                                                                        |                                                                                        |
| 1     | Dernière actualisation : —                                                             |                                                                                        |                                                                                        |                                                                                        |                                                                                        |                                                                                        |                                                                                        |                                                                                        |                                                                                        |
| 2     | Vernouillet - Épinay ⥋ Vernouillet - Piscine                                           | Vernouillet - Épinay ⥋ Vernouillet - Piscine                                           | Vernouillet - Épinay ⥋ Vernouillet - Piscine                                           | Vernouillet - Épinay ⥋ Vernouillet - Piscine                                           | Vernouillet - Épinay ⥋ Vernouillet - Piscine                                           | Vernouillet - Épinay ⥋ Vernouillet - Piscine                                           | Vernouillet - Épinay ⥋ Vernouillet - Piscine                                           | Vernouillet - Épinay ⥋ Vernouillet - Piscine                                           | Vernouillet - Épinay ⥋ Vernouillet - Piscine                                           |
| 2     | Ouverture / Fermeture 5 juillet 2021 / —                                               | Longueur ? km                                                                          | Durée 50 min                                                                           | Nb. d’arrêts 42/47                                                                     | Matériel Standards Midibus                                                             | Jours de fonctionnement L, Ma, Me, J, V, S                                             | Jour / Soir / Nuit / Fêtes O / O / N / N                                               | Voy. / an —                                                                            | Exploitant Keolis Drouais                                                              |
| 2     | Desserte : —                                                                           |                                                                                        |                                                                                        |                                                                                        |                                                                                        |                                                                                        |                                                                                        |                                                                                        |                                                                                        |
| 2     | Autre :                                                                                |                                                                                        |                                                                                        |                                                                                        |                                                                                        |                                                                                        |                                                                                        |                                                                                        |                                                                                        |
| 2     | Dernière actualisation : —                                                             |                                                                                        |                                                                                        |                                                                                        |                                                                                        |                                                                                        |                                                                                        |                                                                                        |                                                                                        |
| 3     | Dreux - Grand Clos ⥋ Luray - Léon Blum                                                 | Dreux - Grand Clos ⥋ Luray - Léon Blum                                                 | Dreux - Grand Clos ⥋ Luray - Léon Blum                                                 | Dreux - Grand Clos ⥋ Luray - Léon Blum                                                 | Dreux - Grand Clos ⥋ Luray - Léon Blum                                                 | Dreux - Grand Clos ⥋ Luray - Léon Blum                                                 | Dreux - Grand Clos ⥋ Luray - Léon Blum                                                 | Dreux - Grand Clos ⥋ Luray - Léon Blum                                                 | Dreux - Grand Clos ⥋ Luray - Léon Blum                                                 |
| 3     | Ouverture / Fermeture 5 juillet 2021 / —                                               | Longueur ? km                                                                          | Durée 34 min                                                                           | Nb. d’arrêts 33                                                                        | Matériel Midibus                                                                       | Jours de fonctionnement L, Ma, Me, J, V, S                                             | Jour / Soir / Nuit / Fêtes O / O / N / N                                               | Voy. / an —                                                                            | Exploitant Keolis Drouais                                                              |
| 3     | Desserte : —                                                                           |                                                                                        |                                                                                        |                                                                                        |                                                                                        |                                                                                        |                                                                                        |                                                                                        |                                                                                        |
| 3     | Autre :                                                                                |                                                                                        |                                                                                        |                                                                                        |                                                                                        |                                                                                        |                                                                                        |                                                                                        |                                                                                        |
| 3     | Dernière actualisation : —                                                             |                                                                                        |                                                                                        |                                                                                        |                                                                                        |                                                                                        |                                                                                        |                                                                                        |                                                                                        |
| 4     | Vernouillet - Mare Gallot ⥋ Dreux - Châtelets                                          | Vernouillet - Mare Gallot ⥋ Dreux - Châtelets                                          | Vernouillet - Mare Gallot ⥋ Dreux - Châtelets                                          | Vernouillet - Mare Gallot ⥋ Dreux - Châtelets                                          | Vernouillet - Mare Gallot ⥋ Dreux - Châtelets                                          | Vernouillet - Mare Gallot ⥋ Dreux - Châtelets                                          | Vernouillet - Mare Gallot ⥋ Dreux - Châtelets                                          | Vernouillet - Mare Gallot ⥋ Dreux - Châtelets                                          | Vernouillet - Mare Gallot ⥋ Dreux - Châtelets                                          |
| 4     | Ouverture / Fermeture 5 juillet 2021 / —                                               | Longueur ? km                                                                          | Durée 34 min                                                                           | Nb. d’arrêts 20                                                                        | Matériel Midibus                                                                       | Jours de fonctionnement L, Ma, Me, J, V, S                                             | Jour / Soir / Nuit / Fêtes O / O / N / N                                               | Voy. / an —                                                                            | Exploitant Keolis Drouais                                                              |
| 4     | Desserte : —                                                                           |                                                                                        |                                                                                        |                                                                                        |                                                                                        |                                                                                        |                                                                                        |                                                                                        |                                                                                        |
| 4     | Autre :                                                                                |                                                                                        |                                                                                        |                                                                                        |                                                                                        |                                                                                        |                                                                                        |                                                                                        |                                                                                        |
| 4     | Dernière actualisation : —                                                             |                                                                                        |                                                                                        |                                                                                        |                                                                                        |                                                                                        |                                                                                        |                                                                                        |                                                                                        |

### Lignes périurbaines
| Ligne | Caractéristiques                                                            | Caractéristiques                                                            | Caractéristiques                                                            | Caractéristiques                                                            | Caractéristiques                                                            | Caractéristiques                                                            | Caractéristiques                                                            | Caractéristiques                                                            | Caractéristiques                                                            |
| 5     | Dreux - Gares ⥋ La Chaussée-d'Ivry - Coolen                                 | Dreux - Gares ⥋ La Chaussée-d'Ivry - Coolen                                 | Dreux - Gares ⥋ La Chaussée-d'Ivry - Coolen                                 | Dreux - Gares ⥋ La Chaussée-d'Ivry - Coolen                                 | Dreux - Gares ⥋ La Chaussée-d'Ivry - Coolen                                 | Dreux - Gares ⥋ La Chaussée-d'Ivry - Coolen                                 | Dreux - Gares ⥋ La Chaussée-d'Ivry - Coolen                                 | Dreux - Gares ⥋ La Chaussée-d'Ivry - Coolen                                 | Dreux - Gares ⥋ La Chaussée-d'Ivry - Coolen                                 |
| ----- | --------------------------------------------------------------------------- | --------------------------------------------------------------------------- | --------------------------------------------------------------------------- | --------------------------------------------------------------------------- | --------------------------------------------------------------------------- | --------------------------------------------------------------------------- | --------------------------------------------------------------------------- | --------------------------------------------------------------------------- | --------------------------------------------------------------------------- |
| 5     | Ouverture / Fermeture 5 juillet 2021 / —                                    | Longueur ? km                                                               | Durée 48 min                                                                | Nb. d’arrêts 23                                                             | Matériel Standards                                                          | Jours de fonctionnement L, Ma, Me, J, V, S                                  | Jour / Soir / Nuit / Fêtes O / O / N / N                                    | Voy. / an —                                                                 | Exploitant Keolis Drouais                                                   |
| 5     | Desserte : —                                                                |                                                                             |                                                                             |                                                                             |                                                                             |                                                                             |                                                                             |                                                                             |                                                                             |
| 5     | Autre :                                                                     |                                                                             |                                                                             |                                                                             |                                                                             |                                                                             |                                                                             |                                                                             |                                                                             |
| 5     | Dernière actualisation : —                                                  |                                                                             |                                                                             |                                                                             |                                                                             |                                                                             |                                                                             |                                                                             |                                                                             |
| 5b    | Dreux - Gares ⥋ Croth - Buisson                                             | Dreux - Gares ⥋ Croth - Buisson                                             | Dreux - Gares ⥋ Croth - Buisson                                             | Dreux - Gares ⥋ Croth - Buisson                                             | Dreux - Gares ⥋ Croth - Buisson                                             | Dreux - Gares ⥋ Croth - Buisson                                             | Dreux - Gares ⥋ Croth - Buisson                                             | Dreux - Gares ⥋ Croth - Buisson                                             | Dreux - Gares ⥋ Croth - Buisson                                             |
| 5b    | Ouverture / Fermeture 5 juillet 2021 / —                                    | Longueur ? km                                                               | Durée 55 min                                                                | Nb. d’arrêts —                                                              | Matériel Autocars                                                           | Jours de fonctionnement L, Ma, Me, J, V, S                                  | Jour / Soir / Nuit / Fêtes O / O / N / N                                    | Voy. / an —                                                                 | Exploitant Keolis Drouais                                                   |
| 5b    | Desserte : —                                                                |                                                                             |                                                                             |                                                                             |                                                                             |                                                                             |                                                                             |                                                                             |                                                                             |
| 5b    | Autre :                                                                     |                                                                             |                                                                             |                                                                             |                                                                             |                                                                             |                                                                             |                                                                             |                                                                             |
| 5b    | Dernière actualisation : —                                                  |                                                                             |                                                                             |                                                                             |                                                                             |                                                                             |                                                                             |                                                                             |                                                                             |
| 6     | Dreux - Gares ⥋ Saint-Lubin-des-Joncherets - Mairie / Brezolles - Desforges | Dreux - Gares ⥋ Saint-Lubin-des-Joncherets - Mairie / Brezolles - Desforges | Dreux - Gares ⥋ Saint-Lubin-des-Joncherets - Mairie / Brezolles - Desforges | Dreux - Gares ⥋ Saint-Lubin-des-Joncherets - Mairie / Brezolles - Desforges | Dreux - Gares ⥋ Saint-Lubin-des-Joncherets - Mairie / Brezolles - Desforges | Dreux - Gares ⥋ Saint-Lubin-des-Joncherets - Mairie / Brezolles - Desforges | Dreux - Gares ⥋ Saint-Lubin-des-Joncherets - Mairie / Brezolles - Desforges | Dreux - Gares ⥋ Saint-Lubin-des-Joncherets - Mairie / Brezolles - Desforges | Dreux - Gares ⥋ Saint-Lubin-des-Joncherets - Mairie / Brezolles - Desforges |
| 6     | Ouverture / Fermeture 5 juillet 2021 / —                                    | Longueur ? km                                                               | Durée 55 min                                                                | Nb. d’arrêts —                                                              | Matériel Standards                                                          | Jours de fonctionnement L, Ma, Me, J, V, S                                  | Jour / Soir / Nuit / Fêtes O / O / N / N                                    | Voy. / an —                                                                 | Exploitant Keolis Drouais                                                   |
| 6     | Desserte : —                                                                |                                                                             |                                                                             |                                                                             |                                                                             |                                                                             |                                                                             |                                                                             |                                                                             |
| 6     | Autre :                                                                     |                                                                             |                                                                             |                                                                             |                                                                             |                                                                             |                                                                             |                                                                             |                                                                             |
| 6     | Dernière actualisation : —                                                  |                                                                             |                                                                             |                                                                             |                                                                             |                                                                             |                                                                             |                                                                             |                                                                             |
| 7     | Dreux - Gares ⥋ Thimert-Gâtelles - Thimert                                  | Dreux - Gares ⥋ Thimert-Gâtelles - Thimert                                  | Dreux - Gares ⥋ Thimert-Gâtelles - Thimert                                  | Dreux - Gares ⥋ Thimert-Gâtelles - Thimert                                  | Dreux - Gares ⥋ Thimert-Gâtelles - Thimert                                  | Dreux - Gares ⥋ Thimert-Gâtelles - Thimert                                  | Dreux - Gares ⥋ Thimert-Gâtelles - Thimert                                  | Dreux - Gares ⥋ Thimert-Gâtelles - Thimert                                  | Dreux - Gares ⥋ Thimert-Gâtelles - Thimert                                  |
| 7     | Ouverture / Fermeture 5 juillet 2021 / —                                    | Longueur ? km                                                               | Durée 55 min                                                                | Nb. d’arrêts —                                                              | Matériel Autocars                                                           | Jours de fonctionnement L, Ma, Me, J, V, S                                  | Jour / Soir / Nuit / Fêtes O / O / N / N                                    | Voy. / an —                                                                 | Exploitant Keolis Drouais                                                   |
| 7     | Desserte : —                                                                |                                                                             |                                                                             |                                                                             |                                                                             |                                                                             |                                                                             |                                                                             |                                                                             |
| 7     | Autre :                                                                     |                                                                             |                                                                             |                                                                             |                                                                             |                                                                             |                                                                             |                                                                             |                                                                             |
| 7     | Dernière actualisation : —                                                  |                                                                             |                                                                             |                                                                             |                                                                             |                                                                             |                                                                             |                                                                             |                                                                             |
| 8     | Dreux - Gares ⥋ Marchezais - Gare                                           | Dreux - Gares ⥋ Marchezais - Gare                                           | Dreux - Gares ⥋ Marchezais - Gare                                           | Dreux - Gares ⥋ Marchezais - Gare                                           | Dreux - Gares ⥋ Marchezais - Gare                                           | Dreux - Gares ⥋ Marchezais - Gare                                           | Dreux - Gares ⥋ Marchezais - Gare                                           | Dreux - Gares ⥋ Marchezais - Gare                                           | Dreux - Gares ⥋ Marchezais - Gare                                           |
| 8     | Ouverture / Fermeture 5 juillet 2021 / —                                    | Longueur ? km                                                               | Durée 35 min                                                                | Nb. d’arrêts —                                                              | Matériel Standards                                                          | Jours de fonctionnement L, Ma, Me, J, V, S                                  | Jour / Soir / Nuit / Fêtes O / O / N / N                                    | Voy. / an —                                                                 | Exploitant Keolis Drouais                                                   |
| 8     | Desserte : —                                                                |                                                                             |                                                                             |                                                                             |                                                                             |                                                                             |                                                                             |                                                                             |                                                                             |
| 8     | Autre :                                                                     |                                                                             |                                                                             |                                                                             |                                                                             |                                                                             |                                                                             |                                                                             |                                                                             |
| 8     | Dernière actualisation : —                                                  |                                                                             |                                                                             |                                                                             |                                                                             |                                                                             |                                                                             |                                                                             |                                                                             |
| 9     | Buisson ⥋ Champ de Foire                                                    | Buisson ⥋ Champ de Foire                                                    | Buisson ⥋ Champ de Foire                                                    | Buisson ⥋ Champ de Foire                                                    | Buisson ⥋ Champ de Foire                                                    | Buisson ⥋ Champ de Foire                                                    | Buisson ⥋ Champ de Foire                                                    | Buisson ⥋ Champ de Foire                                                    | Buisson ⥋ Champ de Foire                                                    |
| 9     | Ouverture / Fermeture 4 septembre 2023 / —                                  | Longueur ? km                                                               | Durée 75 min                                                                | Nb. d’arrêts 30                                                             | Matériel Autocars                                                           | Jours de fonctionnement L, Ma, Me, J, V, S                                  | Jour / Soir / Nuit / Fêtes O / O / N / N                                    | Voy. / an —                                                                 | Exploitant Keolis Drouais                                                   |
| 9     | Desserte : —                                                                |                                                                             |                                                                             |                                                                             |                                                                             |                                                                             |                                                                             |                                                                             |                                                                             |
| 9     | Autre :                                                                     |                                                                             |                                                                             |                                                                             |                                                                             |                                                                             |                                                                             |                                                                             |                                                                             |
| 9     | Dernière actualisation : —                                                  |                                                                             |                                                                             |                                                                             |                                                                             |                                                                             |                                                                             |                                                                             |                                                                             |

## Parc de véhicules
En novembre 2024, le parc d'autobus du réseau Linéad est composé de 98 véhicules dont 16 bus standards, 13 midibus, 1 minibus et 68 autocars. Au sein de cette flotte, 1 bus fonctionnent à l'électrique, les autres véhicules sont équipés de hybride Diesel-électrique et les autres véhicules sont équipés de moteurs Diesel.

### Bus standards
| Constructeur  | Modèle              | Nombre | Numéros de parc              | Période de mise en service      | Affectation | Observation |
| ------------- | ------------------- | ------ | ---------------------------- | ------------------------------- | ----------- | ----------- |
| Mercedes-Benz | Citaro C2 Hybrid    | 6      | 219071-219073, 229066-229068 | Entre juin 2021 et juillet 2022 | 1, 2        | –           |
| Mercedes-Benz | Citaro LE C2 Hybrid | 10     | 209173-209178, 209188-209191 | Décembre 2020                   | 5, 6, 8     | –           |

### Midibus
| Constructeur  | Modèle             | Nombre | Numéros de parc                                     | Période de mise en service       | Affectation | Observation |
| ------------- | ------------------ | ------ | --------------------------------------------------- | -------------------------------- | ----------- | ----------- |
| Mercedes-Benz | Citaro K C2        | 12     | 169072, 169104-169107, 169180-169183, 179154-179156 | Entre août 2016 à septembre 2018 | 1, 2, 3, 4  | –           |
| Mercedes-Benz | Citaro K C2 Hybrid | 1      | 217032                                              | Juin 2021                        | 1, 2, 3, 4  | –           |

### Minibus
| Constructeur | Modèle     | Nombre | Numéros de parc | Période de mise en service | Affectation | Observation |
| ------------ | ---------- | ------ | --------------- | -------------------------- | ----------- | ----------- |
| Bolloré      | Bluebus 6m | 1      | 202050          | Décembre 2020              | C           | –           |

### Autocars
| Constructeur  | Modèle        | Nombre | Numéros de parc | Période de mise en service          | Affectation                | Observation |
| ------------- | ------------- | ------ | --- | ----------------------------------- | -------------------------- | ----------- |
| Iveco Bus     | Crossway Pop  | 58     | 151007-151008, 151010, 151021-151022, 151026-151028, 151051-151054, 151056, 171001, 171031-171039, 181005-181006, 181081-181082, 201012, 201014-201115, 201139-201145, 221213-221221, 231064-231066, 241143-241147, 241251-241255 | Entre mai 2015 à septembre 2024     | 5b, 7, 9, Lignes Scolaires | –           |
| Mercedes-Benz | Intouro II M  | 3      | 095005-095006, 163005 | Entre avril 2009 et mars 2016       | 5b, 7, 9, Lignes Scolaires | –           |
| Mercedes-Benz | Intouro III M | 7      | 231134-231135, 241160-241163, 241168 | Entre septembre 2023 à juillet 2024 | 5b, 7, 9, Lignes Scolaires | –           |

### Dépôts
- Le dépôt de Keolis Drouais est situé dans la principauté, au 6 Rue Jean Louis Chanoine, 28100 Dreux

## Tarification
(au 31 août 2020)
Le ticket un voyage, de couleur bleu, disponible auprès du conducteur, est vendu au prix de 1,50 €.
Le ticket deux voyages, de couleur violette, disponible auprès du conducteur, est vendu au prix de 2,60 €.
Le ticket un voyage pour dix personnes maximum, de couleur verte, disponible auprès du conducteur, est vendu au prix de 12,50 €.
Les tickets 10, 20, et 30 voyages, de couleur cyan, sont disponibles à respectivement 12,50 €, 24,00 €, et 34,50 €. Ils sont rechargeables en ligne.